# اووه نویپرت
اووه نویپرت (آلمانی: Uwe Neupert؛ زادهٔ ۵ اوت ۱۹۵۷) کشتی‌گیر اهل آلمان بود.
وی در مسابقات کشوری و بین‌المللی در مجموع برندهٔ ۵ مدال طلا، ۷ مدال نقره، ۷ مدال برنز شده‌است.